# Blanka Böde-Bíró
Blanka Böde-Bíró (* 22. September 1994 in Vác, Ungarn, geborene Blanka Bíró) ist eine ungarische Handballspielerin, die für Ferencváros Budapest aufläuft.

## Karriere
Böde-Bíró spielte anfangs in der Jugendabteilung von Váci NKSE. Ihren ersten Einsatz für die Profimannschaft bestritt sie am 28. April 2011 im Erstligaspiel gegen Győri ETO KC. Im Sommer 2016 wechselte die Torhüterin zum Ligakonkurrenten Ferencváros Budapest. Mit Ferencváros gewann sie 2017, 2022, 2023 und 2024 den ungarischen Pokal. In der Meisterschaftssaison 2020/21 erzielte Böde-Bíró zwei Treffer. Weiterhin stand sie mit Ferencváros im Finale der EHF Champions League 2023. Im Jahr 2024 errang sie einen weiteren Meistertitel mit Ferencváros.
Böde-Bíró gehört dem Kader der ungarischen Nationalmannschaft an. Sie stand im Kader bei der Europameisterschaft 2018 und 2020. Mit der ungarischen Auswahl nahm sie an den Olympischen Spielen in Tokio teil. 2021 und 2023 nahm sie an der Weltmeisterschaft teil und belegte mit Ungarn jeweils den 10. Platz. Bei der Europameisterschaft 2024 gewann sie die Bronzemedaille.
Böde-Bíró trug gemeinsam mit dem Judoka Krisztián Tóth die ungarische Fahne bei der Eröffnungsfeier der Olympischen Sommerspiele 2024.

## Sonstiges
Böde-Bíró heiratete im Juni 2023 den ungarischen Fußballspieler Dániel Böde.